# Eliška Misáková
Eliška Misáková, née le 12 octobre 1925 à Kojetice et morte le 14 août 1948 à Londres, est une gymnaste tchèque.

## Biographie
Eliška Misáková est née à Kojetice, dans le district de Třebíč de Vysočina, le 12 octobre 1925.
Avec sa sœur Miloslava, elle est sélectionnée pour participer aux Jeux olympiques d'été de 1948 à Londres. Elle doit renoncer à participer car on lui diagnostique une poliomyélite peu après son arrivée à Londres. Elle est remplacée dans l'équipe par Věra Růžičková.
Misáková meurt le 14 août 1948, quelques mois après ses parents, pendant la compétition, après quatre jours passés en isolement à l'hôpital d'Uxbridge, sous poumon d'acier. L'équipe tchécoslovaque remporte la médaille d'or. Leur drapeau est hissé lors de la cérémonie de remise des médailles avec un bord noir de deuil, et le Comité international olympique décerne une médaille d'or olympique à Eliška à titre posthume,.
En raison de la nature infectieuse de sa maladie, Eliška Misáková est incinérée à Londres et ses cendres sont rapatriées à Prague par son équipe.